# Ptolemej VIII. Euerget
Ptolemej VIII. Euerget II. (grč. Πτολεμαῖος Εὐεργέτης), zvan Fizikon (grč. Φύσκων) (182. pr. Kr. - 28. lipnja 116. pr. Kr.), kralj helenističkog Egipta iz makedonske dinastije Ptolemejevića.

## Životopis
Bio je mlađi brat Ptolemeja VI. Filometora i stric Ptolemeja VII. Bio je bratov suvladar (170. – 164. pr. Kr.) i kralj Cirenaike (163. – 145. pr. Kr.). Nakon bratove smrti 145. pr. Kr., kraljem je postao njegov maloljetni nećak umjesto kojeg je vladala njegova majka Kleoptra II. kao regentica. Godine 144. pr. Kr. vjenčao se s bratovom udovicom, ubio njenog sina Ptolemeja VII. i preuzeo kraljevsku vlast.
Godine 141. pr. Kr. vjenčao se s Kleopatrom III., kćerkom Ptolemeja VI. i Kleopatre II. Političke tenzije između Ptolemeja VIII. i Kleopatre II. dovele su do sukoba u studenom 132. pr. Kr. koji je rezultirao kraljevim izgnanstvom na otok Cipar 131. pr. Kr. Na vlast se vratio već sljedeće godine, ali sukobi i sporadične su se nastavile. Građanski rat uzrokovao je ekonomsku krizu u Egiptu i najavio dolazak Rimljana koji su se uključili u borbu kandidata za egipatsko prijestolje.
Oko 117. pr. Kr. Ptolemej VIII. organizirao je pomorsku ekspediciju preko Crvenog mora do Indije, što je potaknulo egipatski interes za trgovinom začinima.